# Peter Berneis
Peter Berneis, auch Peter Eysoldt (* 1. April 1910 in Berlin, Deutschland; † 4. November 1985 in München), war ein deutscher Schauspieler und Drehbuchautor.

## Leben
Der Sohn des Kunstmalers Benno Berneis kam über seine Mutter, die Schauspielerin Gertrud Eysoldt, 1923 zum Film und trat unter dem Namen Peter Eysoldt an ihrer Seite als Kinderdarsteller vor die Kamera. Wegen seiner „halbjüdischen“ Herkunft emigrierte der diplomierte Physiker und Ingenieur infolge der nationalsozialistischen Machtübernahme nach London. Die Schwester seines Vaters, Frida Langer, wurde 1942 Opfer des Holocaust. Im Mai 1937 reiste Berneis in die USA weiter. Dort beantragte er noch im selben Jahr die US-Staatsbürgerschaft. Berneis fand zunächst eine Anstellung als Kunstprofessor an der Universität von Washington, D.C. 1940 wurde er eingebürgert.
Wenig später holte ihn Wilhelm Dieterle nach Hollywood, wo er Drehbücher für einige Spitzenproduktionen verfasste, darunter die filigrane Menschenstudie Die Glasmenagerie und das Sozialdrama Fernruf aus Chicago. 1953 kehrte Berneis nach Deutschland (Bundesrepublik) zurück, schrieb aber auch weiterhin die Manuskripte für deutsche wie für amerikanische Filme. Dabei handelte es sich überwiegend um romantische Stoffe und Komödien, gelegentlich auch Dramen. 1963 und 1964 erhielt der Heimkehrer auch zweimal Gelegenheit zur Filmregie in der Bundesrepublik.
Berneis hatte auch als Überarbeiter von Drehbüchern anderer Autoren gewirkt.

## Filmografie
als Schauspieler Peter Eysoldt
- 1923: Mutter, dein Kind ruft!
- 1924: Ich hatt’ einen Kameraden
- 1924: Die Schmuggler von Bernina
- 1924: Die Puppe vom Lunapark
- 1925: Sein Chef

als Drehbuchautor Peter Berneis
- 1948: Jenny (Portrait of Jennie)
- 1950: Die Glasmenagerie (The Glass Menagerie)
- 1951: Fernruf aus Chicago (Chicago Calling)
- 1953: Man nennt es Liebe
- 1953: Ungarische Rhapsodie (nur Dialogregie)
- 1954: Schule für Eheglück
- 1955: An der schönen blauen Donau
- 1957: Mein Mann Gottfried (My Man Godfrey)
- 1958: Ein Fremder in meinen Armen (A Stranger in My Arms)
- 1959: Bezaubernde Arabella
- 1960: Die junge Sünderin
- 1962: Tunnel 28 (auch Produktionsleitung)
- 1963: Der Chef wünscht keine Zeugen (auch Co-Regie)
- 1964: Die Lady (auch Co-Regie)
- 1974: Härte 10 (TV-Mehrteiler)
- 1976: Lobster (TV-Serie)
- 1977: Der Alte (TV-Serie)
- 1978: Steiner – Das Eiserne Kreuz, 2. Teil
- 1982: Steckbriefe (TV)